# Guardián Protector-Mágico
Un Guardian Protector, más conocidos como Guardian, son una clase de personas que forman parte del Mundo Mágico de la serie de telenovela de Nickelodeon Latinoamérica: Grachi, para algunos brujos malos, los guardianes son considerados de segunda categoría.

## Función
La Función de los Guardianes es el de Cuidar a los brujos malos a que no hagan nada malo y que con tal persistencia puedan cambiar hasta volverse buenos y progresar en lo que es la Magia.

## Ejemplos
- Lolo Estévez, la madre de Mecha, en la primera temporada fue la Guardiana de Matilda.
- Mercedes Estevez, en la segunda temporada es la Guardiana de Mía.